# Ефіопська раса
Ефіопська раса (також східноафриканська раса) — мала раса з перехідними рисами, що має ознаки негроїдної раси і європеоїдні риси. Походження раси нині залишається спірним.
Популяції цієї раси займають Африканський Ріг — Ефіопію, Сомалі, Джибуті, Еритрею, частина Судану та Єгипту на півночі, Кенії та Танзанії — на півдні. Представляють ефіопську групу народи амхара, тигри, гураге, оромо, сомалі, данакіль, беджа та інші.

## Характерні ознаки
Основні ознаки: хвилясте волосся, темна шкіра, помірний прогнатизм, або його відсутність; потовщені губи, вузький ніс, високий зріст (185—189 см у дорослих чоловіків), дуже вузьке (близько 130 мм) і досить високе обличчя, вузький довгий череп (головний покажчик 74-76), з прямим лобом і слабо розвиненими надбрівними дугами, помірне або сильне зростання бороди.
Східноафриканську (ефіопську) расу відрізняє від східноафриканського типу негрської раси поперечна сплощеність обличчя, форма носа у всіх вимірах та альвеолярний прогнатизм . До загальних ознак належать:
- коричневий з червонуватим відтінком колір шкіри: він лише трохи світліший за колір шкіри негрських народів тропічного лісу
- Кучеряве волосся, іноді майже кучеряве, хоча ніколи не досягає характерного для негрів ступеня кучерявості
- досить повні губи, але не настільки здуті, як у представників негроїдної раси[3].

Кордон між східноафриканською расою та східноафриканським типом негрської раси розмита і не може бути чітко проведена ні географічно, ні навіть популяційно.

## Походження
Про походження ефіопської раси немає єдиної думки. За однією з версій, вона є результатом змішування європеоїдної та негроїдної раси, за іншими — є родоначальницею і негроїдної, і європеоїдної раси або формою негроїдної раси, що розвинула конвергентну схожість з європеоїдною. Палеоантропологічні дослідження свідчать, що ефіопська раса сформувалася в ранньому неоліті на терені Східної Африки. Найімовірніше, антропологічні особливості негроїдних типів Східної Африки формувалися під впливом первісних форм ефіопської раси.

## Галерея

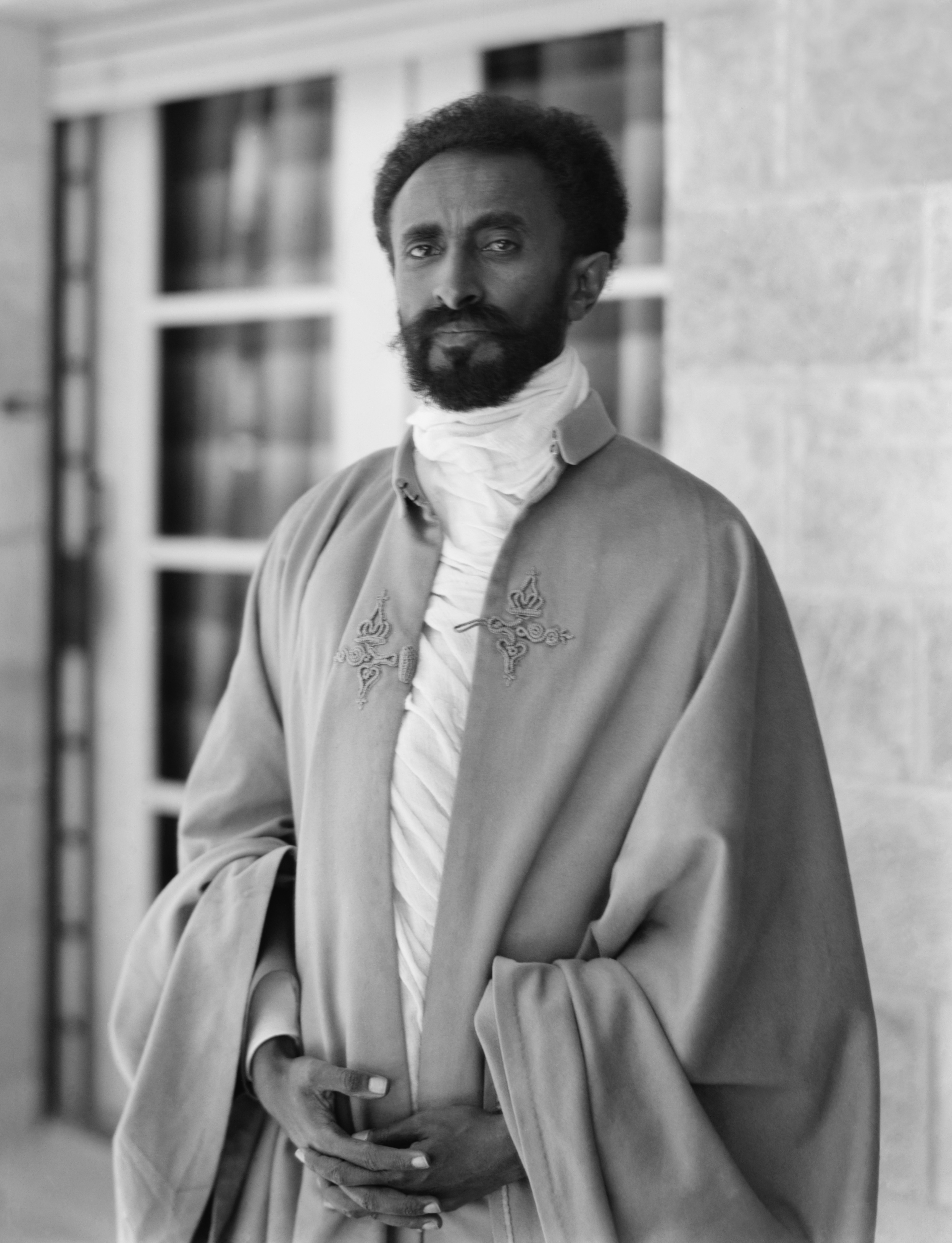
Хайле Селассіє I — останній імператор Ефіопії
- Військова 34-ї піхотної дивізії сержант Цегереда Шиферау.
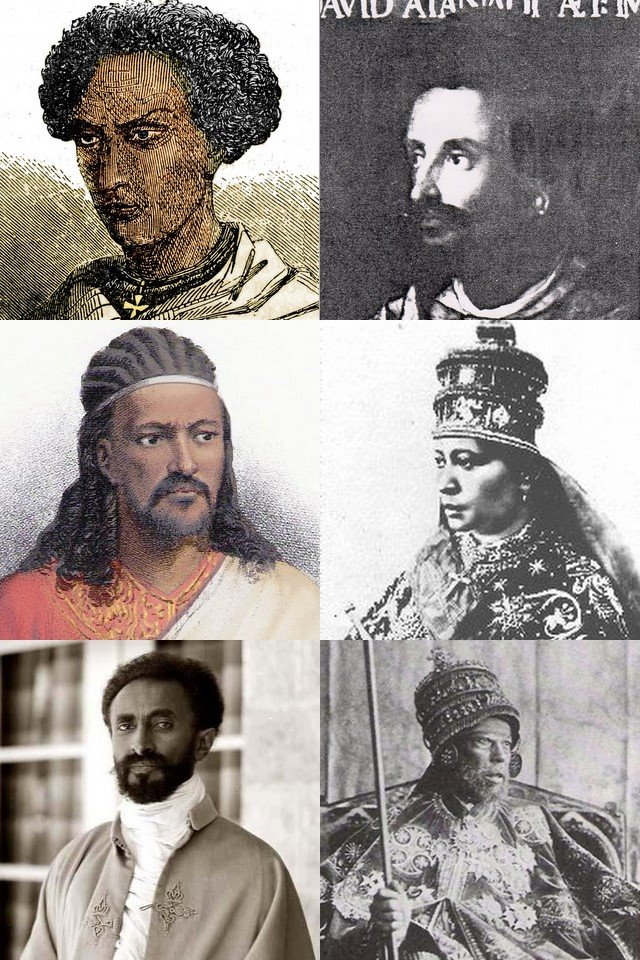
Амхарці: Сале Селассіє[en], Теводрос II, Завдіту I, Хайле Селассіє I, Менелік II
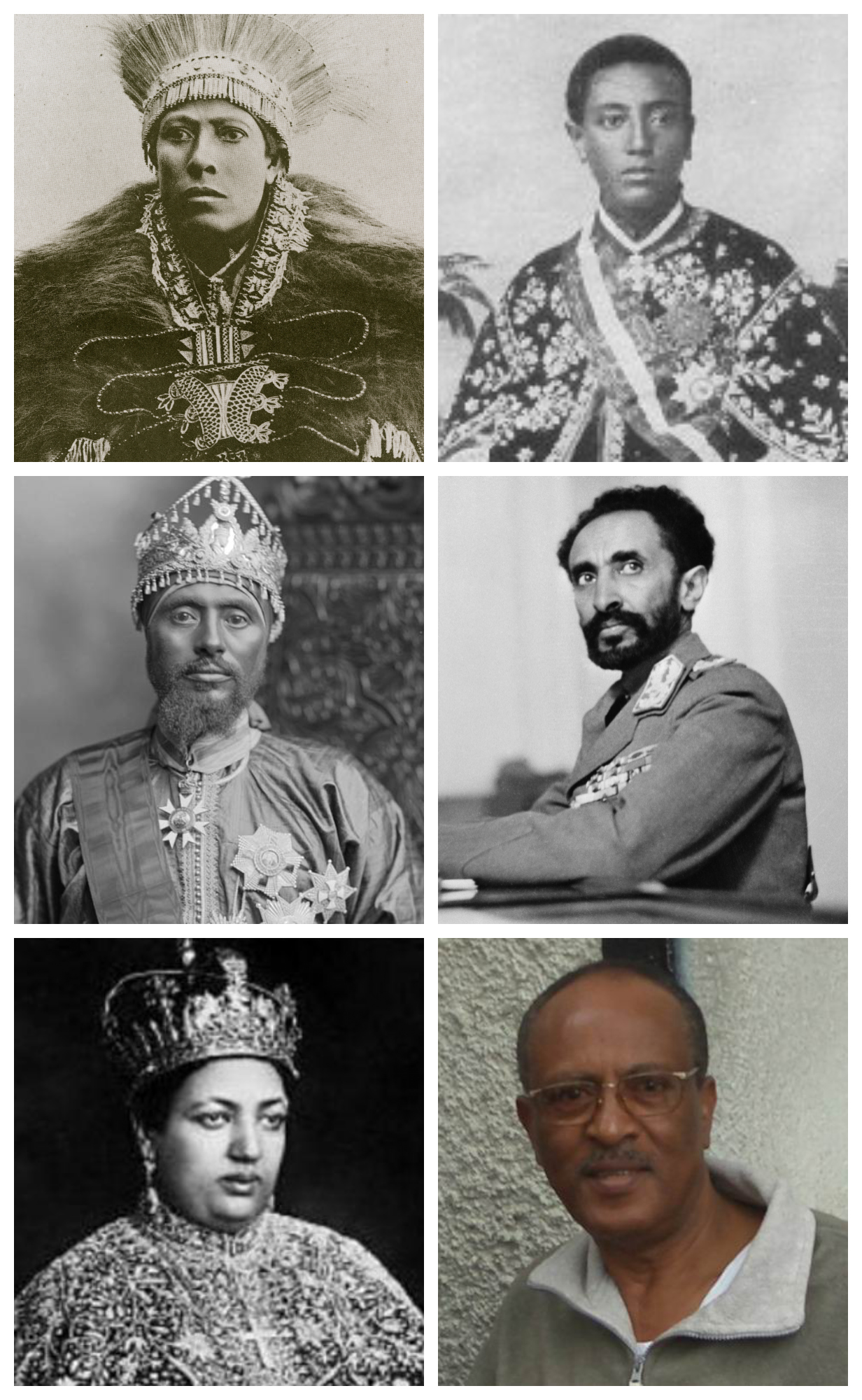
Оромо
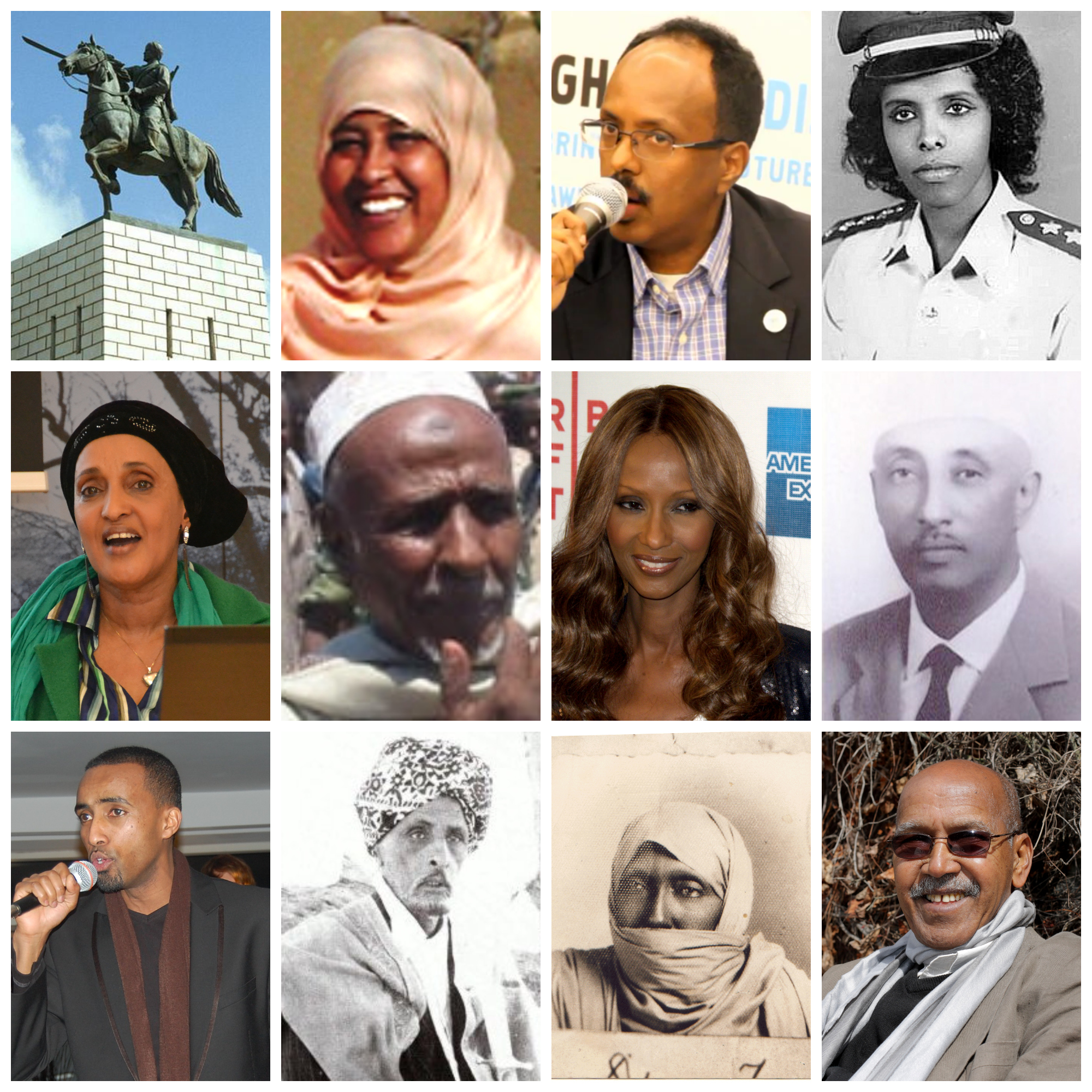
Сомалі (народ)
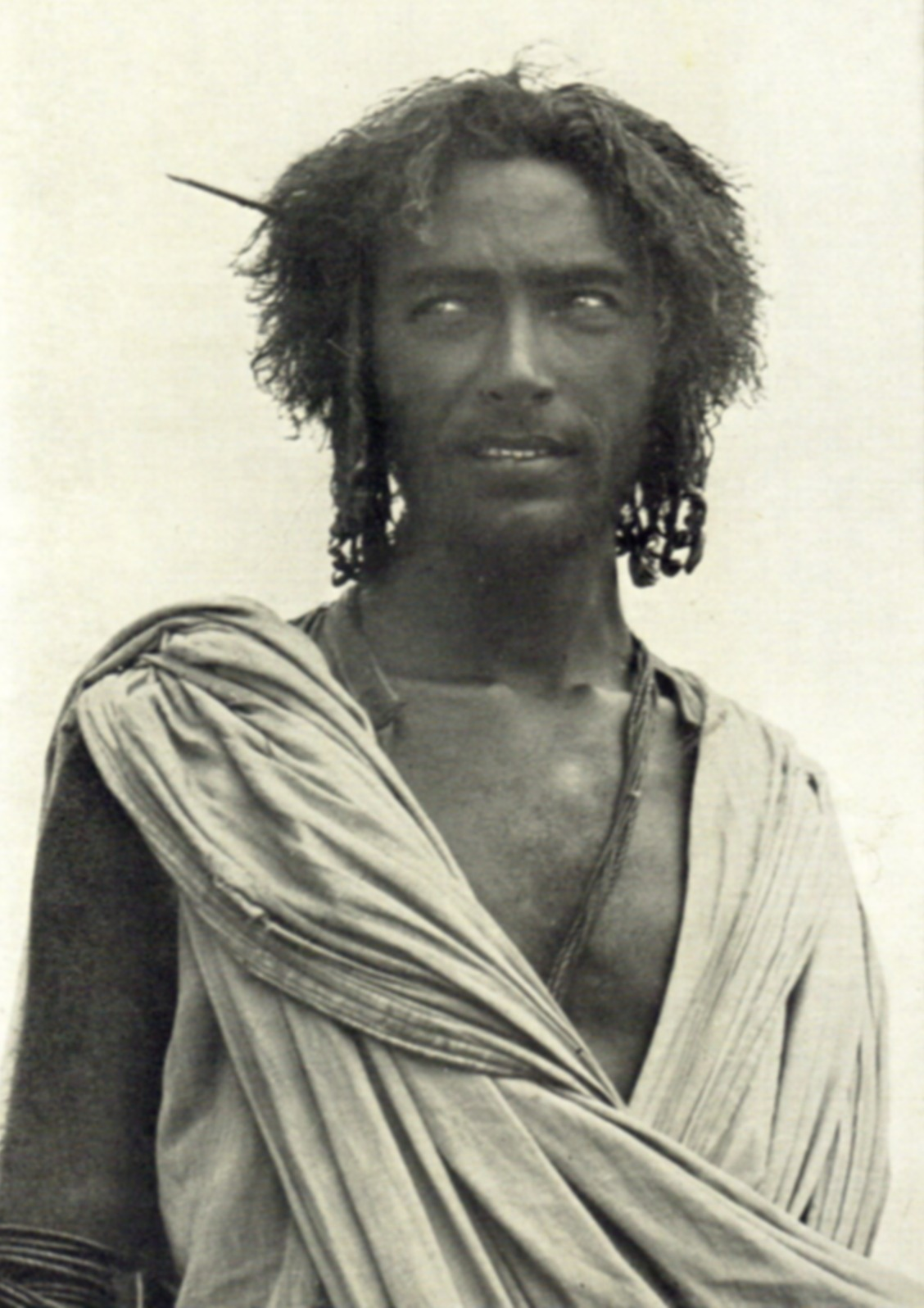
Афар (народ)
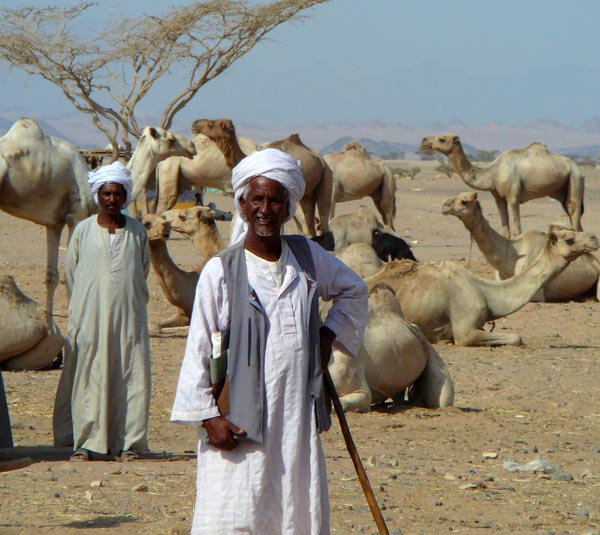
Беджа